# Daniel Prodan
Daniel „Didi” Prodan (n. 23 martie 1972, Satu Mare, România – d. 16 noiembrie 2016, Voluntari, Ilfov, România) a fost un fotbalist român, care a jucat pentru Echipa națională de fotbal a României la Campionatul Mondial de Fotbal din 1994 și la Campionatul European de Fotbal din 1996, iar la echipa de club are multiple prezențe în Liga Campionilor cu Steaua București.
În martie 2008 a fost decorat cu Ordinul „Meritul Sportiv” clasa a III-a, pentru rezultatele obținute la turneele finale din perioada 1990-2000 și pentru întreaga activitate.

## Carieră
Daniel Prodan a început să joace fotbal la echipa-fanion a orașului său natal, Olimpia Satu Mare. În anul 1991, Prodan și-a făcut debutul la echipa mare a Olimpiei. După două sezoane în care a evoluat pentru echipa sătmăreană, Daniel Prodan a făcut cel mai important pas al carierei sale, prin venirea la Steaua. Din anul 1993 și până în 1997, el a evoluat la formația militară. A câștigat nu mai puțin de cinci titluri de Campion al României cu Steaua, reușind să se remarce și la Echipa Națională a României, la care a debutat pe 2 iunie 1993, la Kosice, Cehoslovacia, împotriva naționalei lui Vrabec, Latal sau Dubovsky. România avea să piardă cu scorul de 5-2, însă la sfârșitul campaniei de calificare avea să se califice la Campionatul Mondial de Fotbal din Statele Unite ale Americii din 1994. Daniel Prodan a fost selecționat de către antrenorul Anghel Iordănescu în lotul pentru acest Turneu Final.
Daniel Prodan avea să bifeze toate minutele disputate de către naționala țării noastre la Mondial, jucând în meciurile cu Columbia, Elveția, Statele Unite ale Americii, Argentina și Suedia. După turneul final, pe 12 noiembrie 1994, avea să marcheze primul său gol la echipa națională, în meciul cu Slovacia, și ce gol, un gol decisiv, care a asigurat victoria României cu 3-2. Golul venea în minutul 81, la doar un minut după ce slovacii egalaseră la 2, iar meciul se disputa chiar pe Ghencea, stadionul cu care era familiarizat atât de bine. Și datorită acestei victorii cu Slovacia, România s-a calificat la Campionatul European din 1996, din Anglia, unul din cele mai slabe turnee finale făcute de naționala României, care a pierdut toate cele 3 meciuri și a marcat un singur gol. Prodan nu a evoluat în meciul cu Franța, dar a evoluat în tot meciul cu Bulgaria și până în minutul 86 în ultimul meci al grupei, cu Spania. În 1997, Daniel Prodan avea să părăsească Steaua pentru un transfer în Primera Division, la Atletico Madrid.
În primul sezon la Atletico, Prodan a evoluat în 17 meciuri, marcând patru goluri, iar în al doilea sezon tot atâtea meciuri, însă fără să mai marcheze. S-a transferat în anul 1998 în Scoția, la Glasgow Rangers, dar nu a evoluat în niciun meci pentru scoțieni, datorită unei grave accidentări la genunchi. În 2000 s-a întors la Steaua, evoluând un singur meci, așa că a părăsit formația din Ghencea pentru a juca la concitadina Rocar București. A evoluat în 15 meciuri pentru formația din Drumul Găzarului, pentru care a marcat și 3 goluri. În timpul șederii sale la Rocar, a evoluat în ultimele sale meciuri pentru echipa națională, fiind chiar și căpitan în câteva meciuri. S-a retras din națională după meciul cu Ungaria, din preliminariile Mondialului din 2002, meci câștigat de România cu 2-0. A mai evoluat la FC Național, echipă la care și-a încheiat cariera de jucător, cu o pauză în care a evoluat la Messina în 2002.
Daniel Prodan a decedat în 2016 la vârsta de 44 de ani după ce a suferit un infarct. Stadionul Olimpia din Satu Mare a fost numit în cinstea lui.

## Echipe la care a jucat
- 1991-93 Olimpia Satu Mare (Liga 2)
- 1993-97 Steaua București (Liga 1) 121 de meciuri / 10 goluri
- 1997-98 Atletico Madrid (Primera Division) 34 de meciuri / 4 goluri
- 1998-00 Glasgow Rangers (Scottish Premier League) 0 meciuri / 0 goluri
- 2000 Steaua București (Liga 1) 1 meci / 0 goluri
- 2000-01 Rocar București (Liga 1) 15 meciuri / 3 goluri
- 2001-02 FC Național București (Liga 1) 5 meciuri / 0 goluri
- 2002 Messina Calcio (Serie B)
- 2002-03 FC Național București (Liga 1) 7 meciuri / 0 goluri